# 细梗树参
细梗树参（学名：Dendropanax gracilis）是五加科树参属的植物，僅分布于中国大陆的广西，目前尚未研發人工引种栽培技術。
其种加词来源于拉丁文“gracilis”，意为“纤细的”。

## 别名
细梗树参（广西植物名录）